# Belmesnil
Belmesnil é uma comuna francesa na região administrativa da Normandia, no departamento de Sena Marítimo. Estende-se por uma área de 3,03 km². Em 2010 a comuna tinha 457 habitantes (densidade: 150,8 hab./km²).